# Karel Hník
Karel Hník, né le 8 août 1991 à Jilemnice, est un coureur cycliste tchèque.

## Biographie

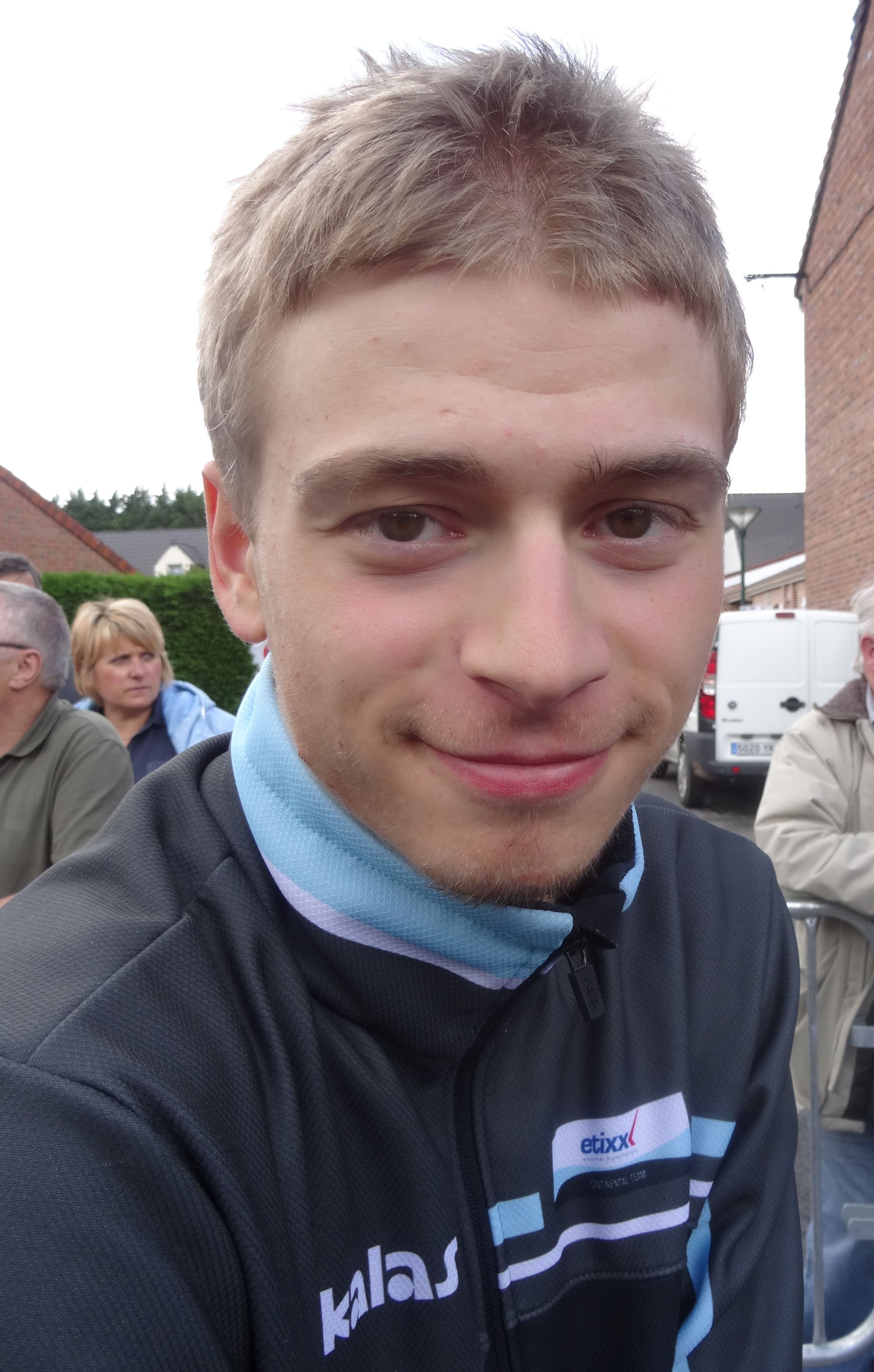
Karel Hník lors du départ du contre-la-montre individuel de la 1re étape du Paris-Arras Tour 2014 à Lens.

Karel Hník naît le 8 août 1991 à Jilemnice en République tchèque.
Il court pour Telenet-Fidea de septembre 2009 à fin 2011. En 2012, il entre dans l'équipe Sunweb-Revor, puis passe en 2013 dans l'équipe Etixx-iHNed, qui devient Etixx en 2014.
Fin 2014, après avoir été stagiaire chez MTN-Qhubeka du 1er août au 31 décembre, il signe un contrat avec l'équipe Cult Energy.
Au second semestre 2019, il se classe neuvième du Tour d'Alsace.
En 2020, il se classe treizième du Tour de Hongrie. Le 22 avril 2021, il rejoint l'équipe continentale Efapel.

## Palmarès sur route

### Par année
- 2010
  - 3e du championnat de République tchèque sur route espoirs
- 2012
  -  Champion de République tchèque sur route espoirs
- 2013
  - 2e de la Coupe des Carpates
- 2014
  - 4e étape du Tour de l'Alentejo
  - 3e étape du Trophée Joaquim Agostinho
  - Tour Alsace :
    - Classement général[6]
    - 4e étape

  - 2e de l'Istrian Spring Trophy
  - 2e du Tour de l'Alentejo
- 2019
  - 3e du Tour de Bihor
  - 3e du Tour de Roumanie

### Classements mondiaux
| Année           | 2012   | 2013 | 2014 | 2015 | 2016 | 2017   | 2018   |
| --------------- | ------ | ---- | ---- | ---- | ---- | ------ | ------ |
| UCI Europe Tour | 1 079e | 406e | 66e  | 785e | 252e | 1 303e | 1 283e |

## Palmarès en cyclo-cross
- 2006-2007
  - 2e du championnat de République tchèque de cyclo-cross cadets
- 2008-2009
  - 3e du championnat de République tchèque de cyclo-cross juniors
- 2010-2011
  -  Médaillé de bronze au championnat du monde de cyclo-cross espoirs
- 2011-2012
  - 3e du championnat de République tchèque de cyclo-cross